# Mc용
MC용은 대한민국의 싱어송라이터이자 가수입니다. 그는 2008년 1318해피존 로고송 대상수상을 시작으로, "당신을 응원합니다", "바보이야기", "음악여행떠나요", "코로나시대를살아가는건", "뭐먹고살까", "괜찮을거야나는", "사랑의장미를드려요", "친구라는이름으로", "지독한외로움" 등 다수의 곡을 발표했습니다. 그는 또한 행사축제 프로그램 기획자, 전문MC, 이벤트 사회사업가, 이벤트 사회복지사, 곡성교육희망연대 부대표, 1388 청소년지원단 위원, 곡성군미래교육재단 장학심의위원, 이벤트 기획 컨설팅 전문회사 "함께" 대표 등 다양한 분야에서 활동하고 있습니다.

MC용 음악~
MC용은 댄스, 일렉트로닉, 발라드 등 다양한 장르의 음악을 선보입니다. 그의 음악은 밝고 경쾌하며, 희망과 용기를 주는 메시지가 담겨 있습니다. 그의 대표곡으로는 '당신을 응원합니다', '음악여행떠나요', '바보이야기', '코로나시대를살아가는건', '뭐하고살까', '괜찮을거야나는' 등이 있습니다.
'당신을 응원합니다'는 힘든 시기를 보내고 있는 사람들에게 용기를 주는 노래입니다. '음악여행떠나요'는 음악을 통해 새로운 세상을 경험하는 즐거움을 노래한 노래입니다. '바보이야기'는 사랑하는 사람을 위해 기꺼이 바보가 되는 이야기입니다. '코로나시대를살아가는건'은 코로나19로 힘든 시기를 보내고 있는 사람들을 위로하는 노래입니다. '뭐하고살까'는 자신의 꿈을 찾아가는 과정을 이야기한 노래입니다. '괜찮을거야나는'은 힘든 일이 있어도 괜찮을 거라는 희망의 메시지를 담은 노래입니다.
MC용의 음악은 누구나 쉽게 따라 부를 수 있는 멜로디와 가사가 특징입니다. 그의 음악은 힘든 시기를 보내고 있는 사람들에게 위로와 힘을 주고, 희망을 주는 메시지를 전달합니다.

MC용 회사
고객이 상상하고 원하는 행사로 함께만들어 갑니다.
이벤트기획 컨설팅전문회사 [함께]
네이버, 다음 인터넷 검색창 [함께컴퍼니]
https://blog.naver.com/togetherzone

## 노래
- 당신을 응원합니다-작사작곡 Mc용 (2017년)
- 음악여행 떠나요-작사작곡 Mc용(2017년)
- 바보이야기-작사 양원석 작곡 Mc용(2017년)
- 코로나시대를 살아가는건-작사작곡 Mc용(2021년)
- 뭐먹고살까?-작사작곡 Mc용(2021년)
- 괜찮을거야나는-작사작곡 Mc용(2021년)
- [아빠가불러주는동요01]해처럼웃어봐요- 작사 리명희 작곡 Mc용 (2022년)
- [아빠가불러주는동요02]우리학교시계- 작사 리명희 작곡 Mc용 (2022년)
- [아빠가불러주는동요03]핸드폰은억울해- 작사 리명희 작곡 Mc용 (2022년)
- 친구라는 이름으로 - 작사작곡 Mc용(2022)
- 사랑의 장미를 드려요 -작사작곡 Mc용(2022)
- 지독한 외로움 - 작사작곡 Mc용(2022)
- [아빠가불러주는동요04]나무랑놀자 - 작사작곡 Mc용(2023)
- [아빠가불러주는동요05]예쁜말을써봐요 - 작사작곡 Mc용(2023)
- [아빠가불러주는동요06] 반짝이는별들처럼 - 작사작곡 Mc용(2023)
- [아빠가불러주는동요07]희망을노래해 - 작사작곡 Mc용, 노래 석곡지역아동센터 & Mc용(2024)